# Croatian Juniors 2009
Das Croatian Juniors 2009 fand als bedeutendstes internationales Nachwuchsturnier von Kroatien im Badminton vom 16. bis zum 18. Oktober 2009 in Poreč statt.

## Sieger und Platzierte
| Disziplin    | Gold                            | Silber                               | Bronze                                   |
| ------------ | ------------------------------- | ------------------------------------ | ---------------------------------------- |
| Herreneinzel | Bernd Thormann                  | Urban Turk                           | Philipp Perissutti                       |
| Herreneinzel | Bernd Thormann                  | Urban Turk                           | Josip Uglešić                            |
| Dameneinzel  | Sonia Olariu                    | Alexandra Mathis                     | Laura Sárosi                             |
| Dameneinzel  | Sonia Olariu                    | Alexandra Mathis                     | Mónika Szőke                             |
| Herrendoppel | Paul Demmelmayer Bernd Thormann | Kek Jamnik Luka Rebolj               | Florian Baumgartner Vilson Vattanirappel |
| Herrendoppel | Paul Demmelmayer Bernd Thormann | Kek Jamnik Luka Rebolj               | Juraj Denžic Alen Roj                    |
| Damendoppel  | Belinda Heber Alexandra Mathis  | Sára Fekete Laura Sárosi             | Jerca Bajuk Urška Polc                   |
| Damendoppel  | Belinda Heber Alexandra Mathis  | Sára Fekete Laura Sárosi             | Sonia Olariu Regina Zsófia Zsigmond      |
| Mixed        | Paul Demmelmayer Belinda Heber  | Florian Baumgartner Alexandra Mathis | Alen Roj Urška Polc                      |
| Mixed        | Paul Demmelmayer Belinda Heber  | Florian Baumgartner Alexandra Mathis | Luka Rebolj Živa Repše                   |